# Semiothisa submarmorata
Semiothisa submarmorata là một loài bướm đêm trong họ Geometridae.